# Carolina Henriette Mac Gillavry
Carolina Henriette Mac Gillavry (Ámsterdam, 22 de enero de 1904 - ibídem, 9 de mayo de 1993) fue una famosa química y cristalógrafa holandesa. Es muy conocida por sus descubrimientos en el uso de la difracción en cristalografía

## Datos biográficos
Mac Gillavry nació en el seno de una familia intelectual —su padre fue un destacado cirujano cerebral, y su madre fue profesora—. Fue la segunda de seis hijos. En 1921 comenzó sus estudios de química en la Universidad de Ámsterdam, en donde se interesó en el aquel entonces nuevo campo de la mecánica cuántica. En 1932 concluyó sus estudios y se convirtió en asistente del químico Andreas Smits. También entabló amistad con Johannes Bijvoet, quien se interesaba ya por la cristalografía.
Hacia 1937 defendió su tesis doctoral sobre este tema. Posteriormente vino a ser asistente del científico Anton Eduard van Arkel en Leiden, pero Bijvoet le pidió que regresara a su laboratorio de cristalografía de Ámsterdam ese mismo año. Junto a Bijvoet, desarrolló el uso de la difracción en la cristalografía. También efectuó investigaciones en el área de la química inorgánica. 
Después de la Segunda Guerra Mundial fue una de las descubridoras del método directo, un nuevo procedimiento de cálculo que podía ser usado para determinar estructuras cristalinas utilizando la desigualdad de Harker Kasper. Gracias a este trabajo se convirtió en una autoridad internacional sobre el campo. En 1948 trabajó con Ray Pepinsky en Auburn Alabama durante un año. La compañía Philips también se interesó por su trabajo en el área de química de sólidos. Posteriormente, hacia el año de 1957, pasó a ser profesora de la Universidad de Ámsterdam, en donde aprovechó sus contactos internacionales en beneficio de sus estudiantes.
En el mundo angloparlante, Mac Gillavry logró notoriedad por su libro Aspectos de la Simetría de los dibujos periódicos de M.C. Escher, basado en la obra de Escher. El libro atrajo la atención mundial sobre las obras de este destacado artista neerlandés. Carolina contrajo matrimonio con el otorrinolaringólogo J.H. Nieuwenhuizen en 1968. En 1972 se retiró de la escena científica.